# クルナ (ジョチ家)
クルナ・ハン（قلنا خان /qulnā khān、? - 1360年）、もしくはクルパ・ハン（قلپا خان /qulpā khān）は、バトゥ家断絶後（1359年8-9月から1360年1月）のジョチ・ウルスのハン。先代ハンのベルディ・ベクを殺害して即位したものの、ジョチ・ウルス全体を統治する力を失い、ジョチ・ウルスに「大紛乱(эамятня беликая)」と呼ばれる混乱時代をもたらしたことで知られる。

## 概要

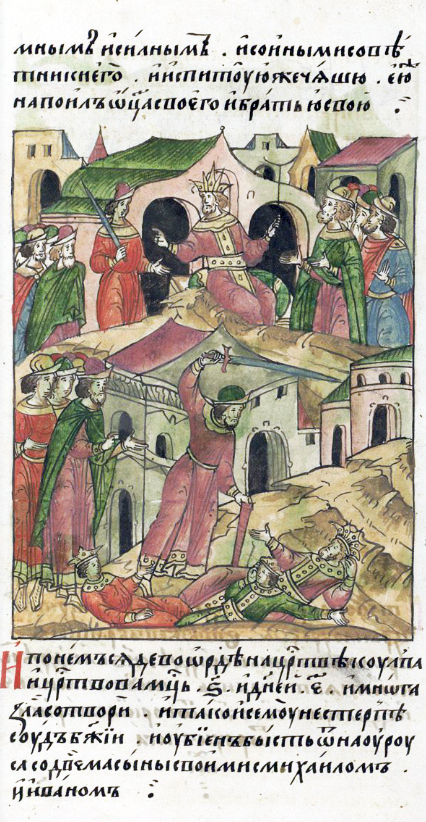
『絵入り年代記集成』に描かれるクルナ・ハンの殺害

クルナの出自は明らかではないが、一説にはジャニベク・ハンの息子で、先代ハンのベルディ・ベクや後継者のナウルーズの弟ともされる。しかし、ジャニベク・ハンの息子であるベルディ・ベクは生後8カ月の弟を含む12人もの近親者を虐殺したとされており、クルナ（クルパ）がジャニベク・ハンの息子である可能性は低いと考えられる。
クルナ・ハンは先代ハンで、バトゥ直系最後のハンとなったベルディ・ベクを殺害してハン位についた。ロシアの年代記によると、クルナの治世は6カ月と5日で、多くの悪事を働き、最後には息子のミハイルとイワンとともに、次のハンとなったナウルーズに殺されたとされる。16世紀に編纂された『チンギズ・ナーマ』ではベルディ・ベク・ハンの死後にジョチ・ウルスの民は右翼（西半）を支配するママイと左翼（東半）を支配するテンギズ・ブカによって分割されたとあり、これをそのまま史実とは見なせないが、クルナの治世は各地の有力勢力の自立化が進んだ時代と考えられている。

## バトゥ家
- ジョチ太子(Jöči ＞朮赤/zhúchì,جوچى خان/jūchī khān)
  - 1サイン・カン/バトゥ大王(Batu ＞抜都/bádōu,باتو/bātū)
    - 2サルタク大王(Sartaq ＞撒里答/sālǐdā,سرتاق/sartāq)
    - トクカン(Tuquqan ＞توقوقان/tūqūqān)
      - ダルブ(Darbu ＞داربو/dārbū)
        - 7トレ・ブカ(Töle buqa ＞تولا بوقا/tūlā būqā)
        - 7-2ゴンチェク(Könček ＞كونجك/kūnjak)

      - 5モンケ・テムル王(Möngke temür ＞忙哥帖木児/mánggē tièmùér,مونككه تيمور/mūnkka tīmūr)
        - 7-3アルグイ(Alγuy ＞الغوى/ālghūī)
        - 8トクタ(Toqta ＞脱脱/tuōtuō,توقتا/tūqtā)
        - 7-4トグリルチャ(Toγrilča ＞طغریلجه/ṭughurīlja)
          - 9ウズベク(Özbeg ＞月即別/yuèjíbié,اوزبك/ūzbīk)
            - 10ティーニー・ベク(Tini beg ＞تينى بيك/tīnī bīk)
            - 11ジャーニー・ベク(Jani beg ＞札尼別/zháníbié,جانى بيك/jānī bīk)
              - 12ベルディ・ベク(Berdi beg ＞بيردى بيك/bīrdī bīk)
              - 13?クルナ(Qulna ＞قلنا/qulnā)
              - 14?ナウルーズ(Nawrūz ＞نوروز/nawrūz)
              - 20?ケルディ・ベク(Kildi Beg ＞کلدی بک/keldī bīk)

      - 6トデ・モンケ王(Töde möngke ＞脱脱蒙哥/tuōtuō ménggē,تودا مونككه/tūdā mūnkka)

    - エブゲン(Ebügen ＞ابوكان/abūkān)
    - 3ウラクチ(Ulaqči ＞اولاقچى/ūlāqchī)

  - 4西方諸王ベルケ(Berke ＞別児哥/biéérgē,بركاى/barkāy)

先述したように、クルナがバトゥ家の出身である可能性は低いと考えられる。